# Axel Schulz
Axel Schulz (Bad Saarow, RDA, 9 de noviembre de 1968) es un deportista alemán que compitió para la RDA en boxeo.
Ganó una medalla de bronce en el Campeonato Mundial de Boxeo Aficionado de 1989 y una medalla de plata en el Campeonato Europeo de Boxeo Aficionado de 1989, ambas en el peso pesado.
En octubre de 1990 disputó su primera pelea como profesional. En su carrera profesional tuvo en total 32 combates, con un registro de 26 victorias, 5 derrotas y un empate.

## Palmarés internacional
| Campeonato Mundial | Campeonato Mundial | Campeonato Mundial | Campeonato Mundial |
| Año                | Lugar              | Medalla            | Categoría          |
| ------------------ | ------------------ | ------------------ | ------------------ |
| 1989               | Moscú (URSS)       | Medalla de bronce  | 91 kg              |
| Campeonato Europeo |                    |                    |                    |
| Año                | Lugar              | Medalla            | Categoría          |
| 1989               | El Pireo (Grecia)  | Medalla de plata   | 91 kg              |